# Bagheera prosper
Bagheera prosper är en spindelart som först beskrevs av George William Peckham och Elizabeth Maria Gifford Peckham 1901.  Bagheera prosper ingår i släktet Bagheera och familjen hoppspindlar. Inga underarter finns listade.